# Skotnica (województwo opolskie)
Skotnica – wieś w Polsce położona w województwie opolskim, w powiecie oleskim, w gminie Praszka.
W latach 1975–1998 miejscowość administracyjnie należała do województwa częstochowskiego.